# Матаморос (Тамаулипас)
Матаморос (исп. Matamoros), полное официальное наименование Эройка-Матаморос (исп. Heroica Matamoros) — город и административный центр одноимённого муниципалитета в мексиканском штате Тамаулипас. Расположен на правом берегу реки Рио-Гранде, около устья реки, на границе с США. Напротив города, на левом берегу реки, находится город Браунсвилл, штат Техас.

## История

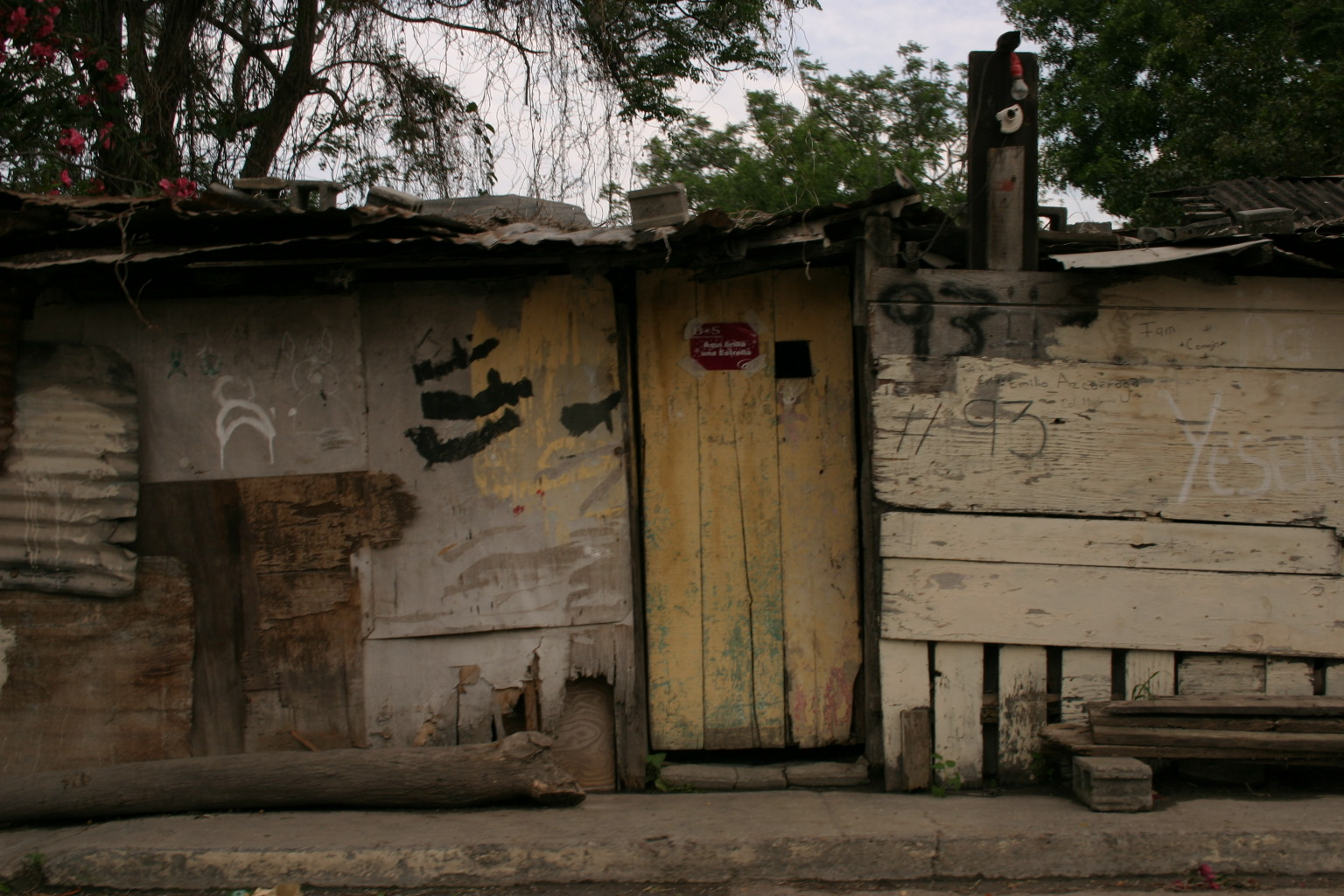
Трущобы в северной части города

Территория, на которой сейчас располагается город, когда-то была заселена коавильтеками, однако они были практически полностью уничтожены в ходе испанского завоевания Мексики. В конце XVIII века испанское правительство предприняло ряд мер по заселению северной Мексики колонистами. В 1774 году тринадцать семей поселились в месте, которое они назвали Сан-Хуан-де-лос-Эстерос-Эрмосос. В 1793 году тут была, как и всюду в Новом Сантандере, основана католическая миссия. В 1826 году город был переименован в Матаморос в честь Мариано Матамороса, героя войны за независимость Мексики.
Матаморос является крупным историческим местом, местом нескольких сражений и событий: Войны за независимость Мексики, техасской революции, мексикано-американской войны, гражданской войны в США и французской интервенции, мексиканской революции, которые позволили городу заработать его титул «Непобедимый, верный и героический». Государственный гимн Мексики впервые прозвучал публично в оперном театре Teatro de la Reforma (иногда известном как Оперный театр) в Матаморосе.

## Преступность
Город приобрел национальную известность и печальную славу весной 1989 года, после разоблачения банды серийного убийцы и оккультиста Адольфо Констанцо, совершившей серию похищений и жестоких убийств в городе в качестве жертвоприношений.
9 ноября 1999 года в городе произошло знаменитое противостояние между силами картеля Гольфо с одной стороны и американскими спецслужбами с другой. Около 15 вооружённых бандитов во главе с Осиелем Карденасом Гильеном окружили двух сотрудников американских спецслужб — агента Управления по борьбе с наркотиками и агента ФБР, работавших под прикрытием — и их мексиканского осведомителя. После 20-минутной перепалки Карденас Гильен добился того, чтобы агенты спецслужб и их осведомитель немедленно покинули территорию Мексики.